# Elezioni parlamentari in Marocco del 1970
Le elezioni parlamentari in Marocco del 1970 si sono tenute il 21 agosto.

## Risultati elettorali
| Liste                                    | Elezioni dirette | Elezioni dirette | Elezioni dirette | Elezioni indirette | Elezioni indirette | Elezioni indirette | Seggi totali |
| Liste                                    | Voti             | %                | Seggi            | Voti               | %                  | Seggi              | Seggi totali |
| ---------------------------------------- | ---------------- | ---------------- | ---------------- | ------------------ | ------------------ | ------------------ | ------------ |
| Movimento Popolare                       |                  |                  | 21               |                    |                    | 39                 | 60           |
| Istiqlal                                 |                  |                  | 4                |                    |                    | 4                  | 8            |
| Partito Democratico Costituzionale       |                  |                  | -                |                    |                    | 2                  | 2            |
| Unione Nazionalista delle Forze Popolari |                  |                  | 1                |                    |                    | -                  | 1            |
| Partito Socialista Progressista          |                  |                  | -                |                    |                    | 10                 | 10           |
| Indipendenti                             |                  |                  | 64               |                    |                    | 95                 | 159          |
| Schede bianche/nulle                     | 54.001           | -                | -                | 299                | -                  | -                  | -            |
| Totale                                   | 4.160.001        |                  | 90               | 14.075             |                    | 150                | 240          |